# Площа Корабела Бутоми
Площа Корабела Бутоми — площа в Нахімовському районі Севастополя.

## Історія
Площу названо у 2008 році на честь Бориса Євстахійовича Бутоми, що з 1948 по 1976 рік пропрацював у міністерстві суднобудівної промисловості СРСР, з 1965 до смерті 1976 року — на посаді міністра. Лауреат Сталінської та Ленінської премій, Герой соціалістичної праці, кавалер п'яти орденів Леніна тощо.
На площі знаходиться будинок культури «Корабел», збудований Севморзаводом у 1952 році.